# Рассказики под экстази
«Рассказики под экстази» (фр. Nouvelles sous ecstasy) — сборник рассказов французского прозаика и публициста Фредерика Бегбедера, изданный в 1999 году. Переведён на русский язык Ольгой Акимовой, выпущен издательством «Симпозиум».

## История
Сборник включает четырнадцать небольших текстов, написанных в период с 1990 по 1999 год. Подобно литературным первооткрывателям ЛСД, героина и виски Хантеру С. Томпсону, Уильяму С. Берроузу и Чарльзу Буковски, Фредерик Бегбедер первым выводит на литературную сцену МДМА (экстази) — стимулятор своего творчества, и необычайно гордится этим фактом.
Истории писателя по большей части автобиографичны (в одном из них присутствует образ его тогдашней подруги Дельфины Валетт), сюжеты — будничны. Произведениям свойствен особый юмор, откровенные, едва ли не порнографические детали. Безрассудно приняв — если верить автору — «таблетку любви», он кутит ночь напролёт, тоскует, и предлагает руку и сердце первым встречным.
| - Avertissement - Spleen à l’aéroport de Roissy-Charles-de-Gaulle - Un texte démodé - Le jour où j’ai plu aux filles - La première gorgée d’ecstasy - Manuscrit trouvé à Saint-Germain-des-Prés - Le cafard après la fête - L’homme qui regardait les femmes, 1 - Comment devenir quelqu’un - La Plus Grand Écrivain Français Vivant - Lu nouvelle la plus dégueulasse de ce recueil - L’homme qui regardait les femmes, 2 - Extasy A Go-Go - Lu première nouvelle d’ «Easy Reading» - La solitude à plusieurs | - Предуведомление - Сплин в аэропорту «Руасси — Шарль-де-Голль» - Текст не по моде - День, когда я нравился девушкам - Первая доза экстази - Рукопись, найденная в Сен-Жермен-де-Пре - Послепраздничная хандра - Мужчина, который смотрел на женщин - Как стать человеком - Самый Великий Французский Писатель из Ныне Живущих - Самый гадкий рассказик из этого сборника - Мужчина, который смотрел на женщин, 2 - Стрип-экстази - Первый рассказик из «Лёгкого чтива» - Одиночество вместе |